# ジョウ・ナイトウ
ジョウ・ナイトウ（1947年 - ）は、日本のワイルドライフ・アーティスト。
「バード・イン・アート展」での入選を通じて、日本人として二人目の快挙を成し遂げた才能あるアーティストである。
彼はアフリカやアラスカなどの地を訪れ、動物や植物を直接観察し、スケッチすることで作品を制作している。

## 略歴
彼のキャリアは1983年に始まり、教育社から発売された「日本の自然シリーズ」というカレンダーの制作で知られている。その後、1985年にはアメリカ植物協会の国際ボタニカルアート展に作品を出展し、1986年にはユナイテッド航空の「アメリカの自然シリーズ」を制作し、日経広告賞部門賞を受賞した。
ジョウ・ナイトウは多くの賞を受賞しており、1987年には電通賞サービス文化部門賞（ユナイテッド航空）を、1989年には電通賞優秀作品賞（サントリー）を、1990年には毎日新聞カラー広告賞（サントリー）を受賞している。また、1990年には読売広告大賞選考委員特別賞（JR東海）を受賞し、1992年には講談社の「年鑑日本のイラストレーション」で作家賞を受賞。
彼の個展も多く開催されており、1991年には銀座玉屋ギャラリーで個展を開催し、1994年には同ギャラリーで第2回目の個展を開催。さらに、2007年には銀座文藝春秋画廊で「内藤貞夫展」を開催している。
1993年にはアメリカ・レイ・ヨーキー・ウッドソン美術館主催の「バード・イン・アート」展に入選し、1999年にも同展に入選している。また、2001年にはジャパンバードフェスティバルのワイルドライフアート展で「山階鳥類研究所 所長賞」を受賞している。
2004年には日本ワイルド・ライフ・アート協会の会長に就任し、その後も同協会の展覧会に出展し続けている。彼の作品は日本の絶滅危惧種をテーマにした展示会や画集にも頻繁に登場している。

## 受賞
- 1986年 ユナイテッド航空「アメリカの自然シリーズ」日経広告賞部門賞
- 1987年 電通賞サービス文化部門賞（ユナイテッド航空）
- 1989年 電通賞優秀作品賞（サントリー）
- 1990年 毎日新聞カラー広告賞（サントリー）
- 1990年 読売広告大賞選考委員特別賞（JR東海）
- 1992年 講談社「年鑑日本のイラストレーション」作家賞
- 1994年 第1回アートコレクションハウス大賞展にて大賞を受賞[2]